# Lijst van grietmannen van het Bildt
Dit is een lijst van grietmannen van de voormalige Nederlandse grietenij het Bildt in de provincie Friesland tot de invoering van de gemeentewet in 1851.
Tot de bedijking van het Bildt was deze kwelder eigendom van de Duitse keizer Maximiliaan I. Hij schonk het Bildt aan Hertog Albrecht van Saksen. Zijn zoons Georg en Hendrik lieten het Bildt bedijken.
| Ambtsperiode | Naam grietman                                                 | Leven                                             | Bijzonderheden |
| ------------ | ------------------------------------------------------------- | ------------------------------------------------- | --- |
| 1502-1505    | Hessel Martena                                                |                                                   | |
| 1505-1515    | Thomas Beukelaar                                              |                                                   | Tekende samen met gebr. Wijngaarden de overeenkomst voor het bedijken                                                  |
| 1515-1523    | Heer Tjaerd van Burmania                                      |                                                   | Tevens rentmeester en dijkgraaf                                                                                        |
| 1523-1530    | Johan Rattaller                                               |                                                   | Tevens renmeester generaal der domeinen                                                                                |
| 1530-1551    | Gerrit van Loo                                                |                                                   | Vader van Boudewijn, tevens rentmeester generaal der domeinen. Voogd van Saskia Uylenburgh, latere vrouw van Rembrandt |
| 1551-1557    | Boudwijn van Loo                                              |                                                   | Volgde zijn vader op, tevens rentmeester                                                                               |
| 1557-1580    | Allert Siercksma                                              |                                                   | was geen rentmeester, dat bleef Boudewijn van Loo                                                                      |
| 1580-1587    | Boudewijn van Loo                                             | werd opnieuw grietman, was tevens nog rentmeester | |
| 1587-1620    | Jonker Jelger van Feytsma                                     | †1613                                             | Eerder grietman van Kollumerland en Nieuwkruisland, tevens rentmeester generaal der domeinen.                          |
| 1620-1632    | Jonker Edzard van Burmania                                    |                                                   | Het grietmanschap werd van het rentmeesterschap gescheiden                                                             |
| 1633 - 1639  | Jonker Epo van Aylva                                          |                                                   | |
| 1639 - 1644  | Dr. Martinus Gravius                                          |                                                   | |
| 1644 - 1652  | Philip van Boshuisen                                          |                                                   | |
| 1652 - 1698  | Jonker Willem van Haren                                       | 1626-1708                                         | |
| 1698 - 1717  | Jonker Adam Ernst van Haren                                   | 1683-1717                                         | Neef van voorganger.                                                                                                   |
| 1718 - 1728  | Jonker Willem van Haren                                       | 1655-1728                                         | Vader van voorganger. Voorheen grietman van Doniawerstal (1679-1688) en Weststellingwerf (1688-1711).                  |
| 1728 - 1763  | Jonker Willem van Haren                                       | 1710-1768                                         | Kleinzoon van voorganger.                                                                                              |
| 1763 - 1780  | Jacob Adriaan baron du Tour                                   | 1734-1780                                         | Neef van voorganger.                                                                                                   |
| 1780 - 1788  | Hans Willem baron van Aylva heer van Waardenburg en Neerijnen | 1751-1827                                         | Stiefzoon van voorganger. Aansluitend grietman van Baarderadeel.                                                       |
| 1788 - 1795  | Jonker Duco van Haren                                         | 1747-1801                                         | Zoon van Onno Zwier van Haren.                                                                                         |
| 1795 - 1816  |                                                               |                                                   | Geen grietman vanwege de Franse tijd                                                                                   |
| 1816 - 1825  | Johannes Lambertus Huber                                      | 1750-1826)                                        | |
| 1825 - 1834  | Michaël Onuphrius baron thoe Schwartzenberg en Hohenlansberg  | 1776-1863                                         | Aansluitend grietman van Wonseradeel.                                                                                  |
| 1834 - 1851  | Jhr. Tjaard Anne Marius Albert van Andringa de Kempenaer      | 1806-1870                                         | Aansluitend de eerste burgemeester van het Bildt.                                                                      |